# Лучшие песни (албум)
Лучшие песни (Най-добрите песни, в България Златните хитове на Николай Носков) компилация на Николай Носков. Издаден е от лейбъла Мистерия звука и включва 18 песни.

## Песни от албума
1. Я не модный
2. Стекла и бетон
3. Это здорово
4. Доброй ночи
5. Я тебя люблю
6. Фенечка
7. Иду ко дну
8. Снег
9. По пояс в небе
10. Паранойя
11. Сердца крик
12. Я тебя прошу
13. Романс
14. Зимняя ночь
15. Белая ночь
16. Блажь
17. Исповедь
18. На меньшее я не согласен